# Leucauge opiparis
Leucauge opiparis är en spindelart som beskrevs av Simon 1907. Leucauge opiparis ingår i släktet Leucauge och familjen käkspindlar. Inga underarter finns listade i Catalogue of Life.